# アオガラ
アオガラ（青雀、学名：Parus caeruleus）は、スズメ目シジュウカラ科に分類される鳥類の一種。

## 分布
ヨーロッパ大陸の全域に生息しており、西はアイルランドやポルトガル、東はロシアやカザフスタン、南はトルコやイランに至る。

## 形態
全長約10.5-12 cm。派手な色合いをしており、背中と翼は青と緑、腹部が緑がかった黄色の羽毛が生えている。頭部は青と白の模様があり、顔は白く頭頂部が青い。目のところには紺色の筋が入っている。

## 生態

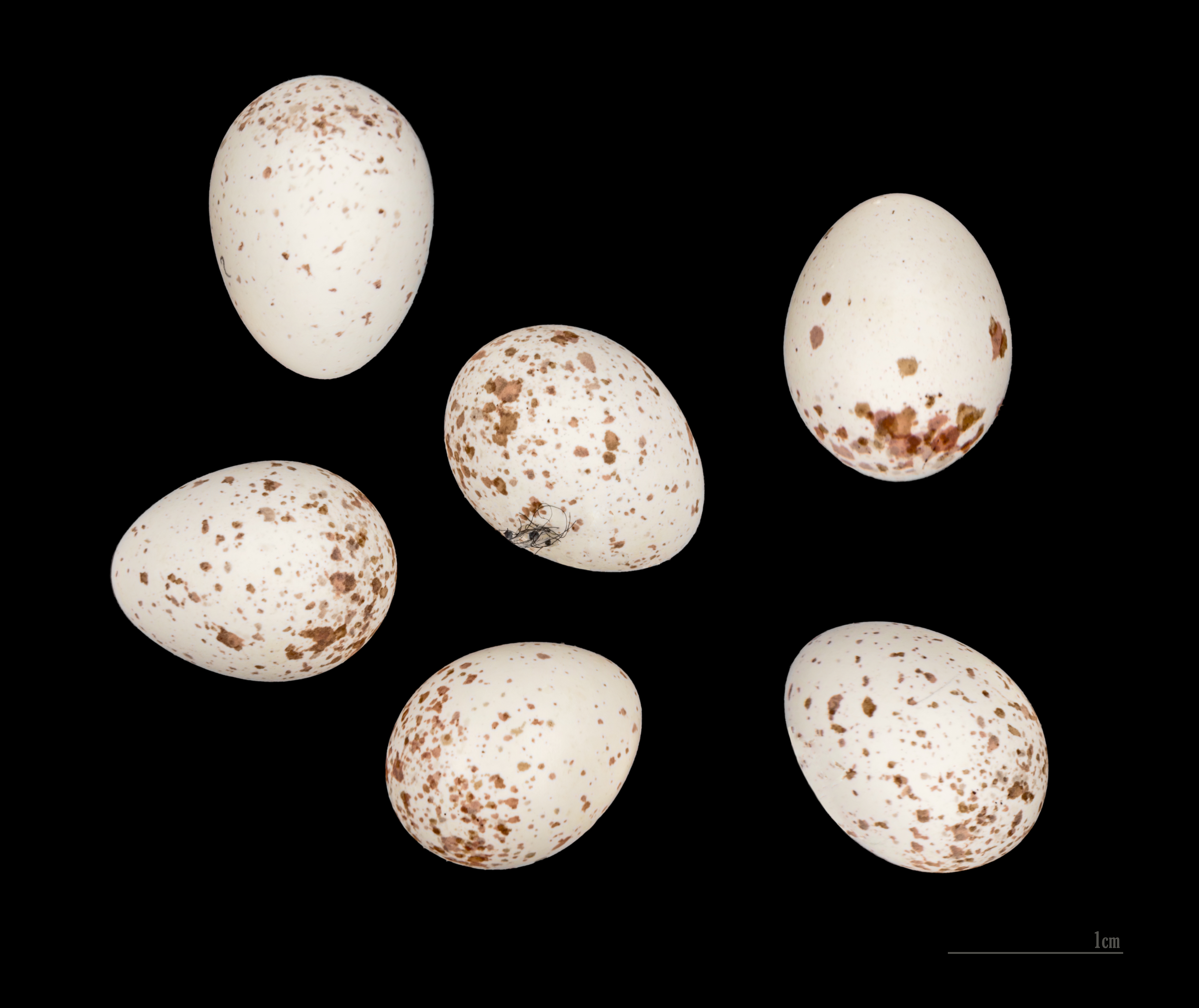
Cyanistes caeruleus

生息域は低山帯の広葉樹林や都市部で見られる。餌は夏の間は虫などの無脊椎動物を食べ、それらの数が少ない冬の間は種子や果物を食べる。
繁殖時期は4月 - 5月で、巣作りはメスが行う。メスは壁や木の穴に、木の皮や苔、羽毛の他にラベンダーやノコギリソウなどの香りが強いハーブを敷き詰めて巣を作る。その後に白くて赤茶色の斑点模様が付いている卵を7 - 16個を産む。雛はおよそ2週間の抱卵期間で孵り、生後19 - 20日ほどで巣立つ。

## 人間との関係性
アオガラは順応性が高いため、都会での暮らしに馴染むことができる。そのため、市街地に設置された巣箱にアオガラが住み着くことがよくある。また、知能が高いため餌を食べるための複雑な過程をこなすことができる。例えば、牛乳配達で玄関先に置かれた牛乳瓶のフタをアオガラはフタをつついて穴を開け、牛乳を飲むことを学習している。